# Cryphia taftana
Cryphia taftana là một loài bướm đêm trong họ Noctuidae.